# Station Altenahr
Station Altenahr is een spoorwegstation in de Duitse plaats Altenahr. Het station telt anno 2011 een spoor met perron. 
Het vakwerken stationsgebouw aan de Altenburger Straße 1a is een beschermd monument, tegenwoordig in gebruik als horecagelegenheid.
De spoorlijn, waaraan het ligt, de Ahrtalbahn, is ten gevolge van de overstromingen in Europa in juli 2021 geheel verwoest op het tracé van  Ahrbrück tot Walporzheim, gemeente Bad Neuenahr-Ahrweiler. De lijn moet op dit traject opnieuw aangelegd worden, hetgeen vanaf 2021 nog verscheidene jaren kan duren.